# (18774) Lavanture
(18774) Lavanture (1999 JT38) – planetoida z pasa głównego asteroid okrążająca Słońce w ciągu 3,73 lat w średniej odległości 2,4 j.a. Odkryta 10 maja 1999 roku.